# NGC 1694
NGC 1694 (również PGC 16335) – galaktyka spiralna (Sc), znajdująca się w gwiazdozbiorze Erydanu. Odkrył ją Édouard Jean-Marie Stephan 9 stycznia 1880 roku.